# Grumpy Cat's Worst Christmas Ever
Grumpy Cat's Worst Christmas Ever là bộ phim hài thiếu nhi năm 2014, đạo diễn bởi Tim Hill.